# El día de los trífidos
El día de los trífidos es una novela de ciencia ficción de carácter posapocalíptico, escrita por el británico John Wyndham y publicada en 1951. Si bien esa no fue la primera novela del autor, sí fue la primera en aparecer publicada bajo su nombre, y la que lo hizo conocido para el gran público como un escritor de ciencia ficción. Es una obra de ficción escrita con ciertos tintes de terror, lo cual es una cualidad que distingue a su autor y que hizo de la novela una de las más grandes en su género.

## Trama
Bill Masen, un biólogo británico, el narrador y protagonista, despierta en un hospital con los ojos cubiertos de vendas debido a sus cuidados médicos. Pero apenas despierta se da cuenta de que algo anda muy mal a causa del horrible silencio que reina en el lugar. Siéndole imposible ver, lanza gritos al azar para saber que pasa, pero en respuesta solo le llegan lamentos lejanos. Masen hace memoria de qué había pasado el día anterior, recordando que la noche pasada se esperaba un fenómeno que se propagaba por todo el mundo: unas luces verdes en el cielo clasificadas como un cometa. Un magnífico espectáculo, según le había dicho una enfermera, y que él se había perdido debido a su vendaje.
Masen se encuentra en su habitación, meditabundo y asustado, indefenso al no poder ver. Pero ese mismo día le iban a quitar las vendas y después de batirse con sus miedos decide arriesgarse a quitarse el vendaje. Para su alivio, puede ver muy bien. Bill Masen se viste y sale de su habitación, encontrándose con un hospital vacío. Pese a que el miedo aumenta cada vez más para Bill Masen, continua avanzando hasta encontrar a un doctor, el cual está ciego. Luego de ser llevado a su oficina, el doctor comprueba que el teléfono no funciona y se lanza desde la ventana de su despacho en el quinto piso. Bill sigue avanzando, encontrando pacientes ciegos e indefensos, por los que nada puede hacer. Al llegar al vestíbulo, se encuentra con una escena que describe él mismo como "El infierno según Gustave Doré": cientos de ciegos agrupados en el vestíbulo, empujándose, tanteando con las manos, apretados y lamentándose con gritos aterradores que reflejaban pesar, desespero y miseria. Para escapar de ese cuadro, Masen sale por el jardín del hospital.
Se presenta el mismo escenario en las calles de Londres que en el hospital: el vacío y el silencio. Masen se dirige a una taberna donde el dueño del lugar, hombre ciego, deprimido y dispuesto a suicidarse, le dice que al parecer las luces de la noche anterior fueron las causantes de la ceguera colectiva -aunque hacia el final de su aventura Bill creerá que la ceguera fue producto de un arma satelital–. Explorando la ciudad ahora llena de ciegos y con apenas pocas personas que ven, Masen oye los quejidos de una mujer y va en su auxilio, salvándola de un ciego que la había atado. La mujer es Josella Playton, una joven novelista que se había salvado de los horrores de las luces debido a una resaca por una fiesta. Al día siguiente su padre había perdido la vista y ella había salido a buscar ayuda, pero fue capturada por un ciego que pretendía usarla como lazarillo, para luego ser rescatada por Bill. En este momento Bill recapacita sobre la importancia de la vista ante una sociedad literalmente ciega, considerándola una gran ventaja de la que muchos querrán apoderarse. Luego de arreglarse y equiparse adecuadamente, los dos parten a ver al padre de Josella. Una vez en la casa, Bill advierte una figura familiar y peligrosa en el patio: un trífido.
Los trífidos constituyen una extraña forma de vida, híbridos entre el mundo vegetal y el animal. Aparentemente producidos en laboratorios secretos soviéticos, sus semillas se han esparcido por todo el mundo antes de la catástrofe y después de un tiempo existen ya importantes plantaciones explotadas por la industria aceitera, siendo cultivados incluso en los jardines particulares ya que las propiedades de su aceite supera con creces las de cualquier otra forma de vida. Los trífidos pueden llegar a medir poco más de dos metros, pueden mover su tallo a voluntad y con gran flexibilidad y poseen un veneno capaz de matar grandes animales para luego alimentarse de su carne descompuesta. Además, son capaces de sacar sus raíces de la tierra y desplazarse a una velocidad relativamente rápida para su volumen y forma. Cuando Bill era pequeño, un espía industrial robó una caja de semillas de trífido desde la Unión Soviética, pero su avión fue derribado al huir y las semillas se dispersaron por todo el mundo; En su infancia Una de estas plantas germinó en su jardín y lo atacó sobreviviendo milagrosamente, ya siendo adulto aprendió mucho sobre los trífidos trabajando como biólogo para una compañía de aceites. Junto a sus compañeros descubrió muchas cosas y desarrolló teorías acerca de la capacidad de los trífidos para comunicarse por medio de los sonidos de su tallo y de su conciencia colectiva. De hecho, fue debido al golpe de un trífido en los ojos -pues siempre atacan a la cabeza- por lo que Bill fue al hospital; gracias al ataque que sufrió en su infancia desarrolló una mayor resistencia al veneno que el resto de la gente y gracias a esto solo sufrió ceguera temporal. Por último, los trífidos, al no tener vista y estar acostumbrados a ello, están en mejor posición ante cualquier hombre ciego.
En la casa de Josella los trífidos se han extendido por todo el patio y luego de esquivarlos, ambos confirman que el padre de Josella está muerto. Josella y Bill se equipan de armas antitrífidos y pasan la noche en un apartamento, donde los dos se enamoran. Desde donde están ven una luz saliendo de la universidad. Al día siguiente se dirigen a la universidad para hallarse en medio de un conflicto provocado por un hombre que pide a los resguardados ayudar a los ciegos para que aprendan a vivir. El lío es resuelto rápidamente y los dos pueden entrar a la universidad, para encontrarse con un grupo de supervivientes del desastre bajo el mando de Michael Beadley, quien planea dejar la ciudad e irse a vivir a las afueras con el resto, bajo ciertas normas esenciales para la supervivencia de acuerdo a la situación; Bill está de acuerdo con el grupo, pero intenta advertirles que deben prepararse para confrontar a los trífidos, que ahora sin supervisión han comenzado a escapar de las plantaciones; Beadley y los demás consideran un contratiempo menor a estos seres y cualquier preparación en su contra solo una pérdida de tiempo, espacio o recursos, por ello solo acepta llevar unas pocas armas antitrífidos.
Los planes de Beadley se ven arruinados cuando, en una astuta maniobra, Wilfred Coker, el hombre que discutía con los supervivientes de la universidad, secuestra a gran parte del grupo y los obliga a cuidar de cierta cantidad de ciegos en distintas partes de la ciudad. Bill es uno de los capturados y es puesto a cargo de un grupo que, pese a los cuidados que este les brinda de mala manera, es devastado por una misteriosa enfermedad. Después de perder a su grupo, Bill vuelve a la universidad para encontrar el paradero de Josella, pero solo halla una inscripción que le indica dirigirse a la finca Tynsham. Antes de partir, Bill se encuentra con Wilfred Coker, quien se ha redimido y pretende acompañarlo. Así las cosas, parten los dos al día siguiente.
Avanzando por las afueras se dan cuenta de que los trífidos se han aprovechado de la situación y se han expandido de manera increíble, acechando a cualquier ser indefenso que se halle a su alcance. Al llegar a la finca Tynsham se encuentran con que el grupo de Beadley se ha separado y que el grupo establecido en la finca, a cargo de una mujer de carácter rígido de apellido Durrant, está establecido sobre las antiguas bases religiosas y morales, apelando todavía al matrimonio y al refugio de los indefensos como método de salvación. Al ver que aquel grupo no tenía futuro, Coker y Masen se marchan a buscar el grupo de Michael Beadley por los alrededores. Sin embargo, la verdadera motivación de Bill es encontrar a Josella.
En el camino se encuentran con otro grupo de supervivientes que se han atrincherado con gran cantidad de armas y suplementos contra el ficticio peligro de las hordas provenientes de la ciudad, esperando la ayuda de los estadounidenses, al igual que muchos otros personajes a lo largo de la historia. Coker los convence de que los estadounidenses no van a ir, pues, como bien expresa: «Trate de imaginar un mundo sin estadounidenses»; decide, pues, llevarlos a todos ellos a la finca Tynsham, donde podrían dar un cambio radical y hacerla funcionar pese a la conducta conservadora y autodestructiva con que la dirige la señorita Durrant. Todos deciden partir, menos Bill, que decide ir a buscar a Josella a un sitio que ella había mencionado con anterioridad.
Bill se dirige a Sussex, el lugar que había mencionado Josella. En su búsqueda tropieza con una pequeña niña de diez años llamada Susan a quien saca de una casa llena de trífidos que habían matado a su hermano Tommy. Bill la lleva consigo para cuidarla y protegerla, y es la misma Susan quien le ayuda a encontrar la casa en la que habita Josella. Josella Peyton, después de haber dejado Londres, se dirigió a los bajos de Sussex donde se hospedó en una casa de tres ciegos. De ahí en adelante pasan los años, en los que Josella y Bill tienen un hijo, David, a quien crían junto con Susan. Además, combaten a los trífidos, que han desarrollado un nuevo comportamiento y que más de una vez asedian la casa en la que ellos viven.
Un día un helicóptero aparece en la finca donde viven y se prende una gran fogata para llamar su atención. El piloto resulta ser un enviado de Michael Beadley a buscarlos después de que fueran avisados de su posición por Coker, quien ya se había mudado de la finca Tynsham y vivía en un refugio a orillas de un río antes de ser encontrado por Beadley. Beadley dirigía una colonia en la isla de Wight, donde las barreras naturales del agua los protegían en gran medida de los trífidos. El piloto ofrece llevarlos allá, pero Josella y Bill deciden esperar hasta pasado el invierno. Días después un hombre llamado Torrence aparece junto con otras personas que fueron atraídas por la fogata. Torrence ofrece a Bill unirse al nuevo sistema de carácter feudal que se expande por el país, donde los dotados de vista mantienen a los ciegos y a cambio los ciegos son sus vasallos y su hijos heredan riquezas. Bill los engaña diciéndoles que acepta, pero cuando los hombres duermen, este avería su camión y escapa con los integrantes de la casa.
La historia finaliza con la aclaración de su llegada a la isla de Wight, el desarrollo de esta y de los sistemas feudales del resto del país, que se derrumban poco a poco. Así pues Bill Masen espera que en algún momento de las futuras generaciones sus descendientes puedan «iniciar la gran cruzada que hará retroceder a los trífidos, más y más, destruyéndolos incesantemente hasta borrarlos de la faz de la Tierra que han osado usurpar».

## Temática de la obra
El libro bosqueja diversas formas de reorganización que van tomando forma después de la catástrofe. Algunos se aferran a los viejos principios tales como la religión y los valores morales, incapaces de advertir la magnitud del cambio; otros se aíslan en grupos minúsculos de supervivientes; los hay que rechazan violentamente todo contacto con otros grupos humanos, quienes pretenden instalar una organización feudal de características autoritarias y aquellos que se lanzan a la construcción de una nueva sociedad fundada en la racionalidad y la necesidad de preservar la especie sin vacilar ante los problemas de carácter ético.

## Adaptaciones
- Adaptada a la radio por la BBC en 1953 y se expandió fuera de Gran Bretaña hasta países como Alemania.
- En 1975, Marvel Comics adaptó la historia en la revista Mundos desconocidos de la ciencia ficción
- La semilla del espacio (1963), película Steve Sekely y Freddie Francis
- The Day of the Triffids (1981), miniserie dirigida por Ken Hannam
- La versión para televisión fue repetida por la BBC en 2006 y 2007, aunque ya en 2001 Lance Dann había adaptado la historia en episodios de dos horas para la cadena televisiva.
- El día de los trífidos (2009), miniserie dirigida por Nick Copus
En febrero del 2009, la BBC anunció que haría una nueva adaptación de la obra en alta definición para TV, una producción conjunta entre Power House de Reino Unido y la productora canadiense Prodigy Pictures para BBC One.
Fue producida por Stephen Smallwood (EastEnders, The 4400) y dirigida por Patrick Harbinson, que ha escrito entre otros, episodios de las series británicas, Soldier Soldier y Heartbeat, y para Norteamérica ER y Law & Order.
Filmada en el sureste de Inglaterra protagonizada por Dougray Scott como el Dr. Bill Masen, Joely Richardson como Jossela Playton, Brian Cox como Dennis Masen, Vanessa Redgrave como Durrant, Eddie Izzard como Torrence y Jason Priestley como Coker.
La miniserie fue lanzada en dos capítulos de noventa minutos cada uno y tuvieron fecha de estreno 28 y el 29 de diciembre del mismo año por la BBC.

Según el director Danny Boyle, la secuencia inicial de la novela, en la que el protagonista despierta en el hospital, fue la inspiración para Alex Garland a la hora de empezar a escribir el guion de su película "28 Days Later".